# Neoregelia margaretae
Neoregelia margaretae är en gräsväxtart som beskrevs av Lyman Bradford Smith. Neoregelia margaretae ingår i släktet Neoregelia och familjen Bromeliaceae. Inga underarter finns listade i Catalogue of Life.